# Azad Sabri Shaba
Azad Sabri Shaba; (ur. 1 lutego 1966 w Szaklawa) – iracki duchowny chaldejski, biskup Dahuk od 2022. 

## Życiorys

### Prezbiterat
Święcenia prezbiteratu przyjął 11 stycznia 1991 i został inkardynowany do archieparchii irbilskiej. Przez kilkanaście lat pracował duszpastersko w rodzinnym mieście. W latach pracował 2002–2006 był rektorem niższego seminarium w Bagdadzie. Przez kolejne trzy lata studiował w Rzymie, a w kolejnych latach ponownie kierował parafią w Szaklawie. W 2010 mianowany też protosyncelem archieparchii.

### Episkopat
24 grudnia 2021 papież Franciszek zatwierdził wybór Synodu biskupów Kościoła chaldejskiego powołujący go na urząd biskupa diecezji Dahuk. Sakry udzielił mu 21 stycznia 2022 chaldejski patriarcha Babilonu – kardynał Louis Raphaël I Sako.